# Adraén
Adraén, również: Adrahent – miejscowość w Hiszpanii, w Katalonii, w prowincji Lleida, w comarce Alt Urgell, w gminie La Vansa i Fórnols.
Według danych INE w 2020 roku liczyła 21 mieszkańców – 11 mężczyzn i 10 kobiet. 